# Wassili Sergejewitsch Tscherow
Wassili Sergejewitsch Tscherow (russisch Василий Сергеевич Черов; * 13. Januar 1996 in Slawjansk-na-Kubani) ist ein russischer Fußballspieler.

## Karriere

### Verein
Tscherow begann seine Karriere beim FK Krasnodar. Im April 2014 spielte er erstmals für die Reserve von Krasnodar in der Perwenstwo PFL. In der Saison 2013/14 kam er insgesamt zu zehn Drittligaeinsätzen. In der Saison 2014/15 absolvierte er 13 Spiele in er PFL. In der Saison 2015/16 kam er zu 23 Einsätzen. Zur Saison 2016/17 wurde er an den Zweitligisten FK Chimki verliehen. Im Juli 2016 gab er dann sein Debüt in der Perwenstwo FNL. Nach drei Einsätzen in der FNL wurde die Leihe im August 2016 vorzeitig wieder beendet und Tscherow kehrte nach Krasnodar zurück. Bis zum Ende der Saison 2016/17 kam er zu 17 Drittligaeinsätzen.
In der Saison 2017/18 kam er in der Hinrunde nur noch einmal zum Einsatz, ehe er im Februar 2018 zu Afips Afipski wechselte. Für Afips spielte er bis Saisonende 14 Mal in der PFL, nach der Saison 2017/18 wurde der Verein allerdings aufgelöst. Anschließend wechselte der Außenverteidiger im September 2018 zu Druschba Maikop. Für Druschba kam er zu 17 Drittligaeinsätzen.
Zur Saison 2019/20 zog er innerhalb der Liga weiter zu Tschernomorez Noworossijsk. Für Tschernomorez spielte er bis zur Winterpause 13 Mal. Im Januar 2020 wechselte er zum Ligakonkurrenten FK Uroschai. Für Uroschai spielte er einmal, ehe die Saison COVID-bedingt abgebrochen wurde. In der Saison 2020/21 absolvierte er bis zur Winterpause 13 Partien in der PFL für das mittlerweile Kuban Krasnodar genannte Team.
Im Januar 2021 wechselt Tscherow zum Zweitligisten FK Fakel Woronesch. Für Fakel kam er bis zum Ende der Spielzeit neunmal zum Zug. In der Saison 2021/22 machte er 37 Spiele in der FNL, mit Fakel stieg er in die Premjer-Liga auf. Anschließend gab er im Juli 2022 gegen den FK Krasnodar sein Debüt im Oberhaus. Bis Saisonende kam er zu 25 Einsätzen. In der Saison 2023/24 absolvierte er 24 Spiele. Nach einem weiteren Einsatz zu Beginn der Saison 2024/25 kehrte er im August 2024 zu Zweitligist Noworossijsk zurück.

### Nationalmannschaft
Tscherow spielte zwischen 2014 und 2016 neunmal für russische Jugendnationalteams. Mit der U-19-Auswahl nahm er 2015 an der EM teil. Russland wurde Zweiter, Tscherow kam während des Turniers einmal zum Einsatz.